# Delphinium calophyllum
Delphinium calophyllum är en ranunkelväxtart som beskrevs av Wen Tsai Wang. Delphinium calophyllum ingår i släktet storriddarsporrar, och familjen ranunkelväxter. Inga underarter finns listade i Catalogue of Life.